# Bagad Sonerien Bro Dreger
Le Bagad Sonerien Bro Dreger (litt. « ensemble des sonneurs du pays Trégor ») est un bagad, ensemble traditionnel de musique bretonne, créé en 1983 à Perros-Guirec dans les Côtes-d'Armor.
L'association comporte aussi un groupe d'apprentissage, le Bagadig Sonerien Bro Dreger, dans lequel les apprentis sonneurs et batteurs s'initient à la musique d'ensemble avant de rejoindre le groupe phare.
Le BSBD participe au championnat national des bagadoù depuis 1991 et accède à la première catégorie en 2009. Le Bagadig, quant à lui, concourt en quatrième catégorie depuis 2015.

## Historique du bagad

### Création
Créé en 1983 à Perros-Guirec par une dizaine d'anciens sonneurs de la région, le bagad progresse rapidement en effectif et en qualité. Ce qui lui permet d'obtenir, en août 1991, une place en troisième catégorie au Festival interceltique de Lorient.
Pour conforter cette qualification et espérer une nouvelle progression, le bagad ouvre deux écoles de musique, l'une à Perros-Guirec, l'autre à Cavan (Côtes-d'Armor). Ces écoles comptent aujourd'hui plus de 50 élèves en cornemuse, bombarde, percussions et caisse claire et démontrent l'intérêt que porte le bagad à la formation de nouveaux musiciens.
Par la suite, le bagad se place en fin de tableau pendant quelques années, avant de commencer à obtenir des places honorables. En 2003, la Bodadeg ar Sonerion a décidé de réorganiser les concours. Le réveil du bagad ne s'est pas fait attendre et il termine champion de troisième catégorie en 2003.
En 2001, le groupe créé un bagadig (littér. « petit bagad ») destiné à mieux préparer les musiciens à jouer ensemble et à servir de vivier au bagad, ce qui n'empêche pas le bagadig de se présenter lui-même aux concours à partir de 2005.

### Conforter sa progression
En 2004, le bagad termine vice-champion derrière le bagad Glaziked bro Pouldergat en finissant 3e au concours de printemps et en remportant la manche de Lorient, se plaçant ainsi devant des groupes de 2e catégorie.
En 2005, le bagad prend la 2e place au concours de printemps à Pontivy. Pour la 2e année consécutive, le bagad Sonerien bro Dreger termine 1er à Lorient et obtient le titre de vice-champion de 3e catégorie derrière le bagad de Port-Louis. Grâce à sa régularité, le bagad Sonerien bro Dreger termine à la 1re place des groupes de 3e catégorie sur les trois dernières années et accède à la 2e catégorie. 

### Un passage express en seconde catégorie
Ses premiers pas en seconde catégorie sont plus que prometteurs. En effet, dès la première année, le BSBD termine à la troisième marche du podium. Fort de cet espoir et de son esprit dynamique et festif, le Bagad entame sa seconde année sur une deuxième place au concours de printemps 2007 à un point du premier. La manche d'été s'annonce alors déjà serrée.
À l'occasion de la finale d'été entre les meilleurs groupes de seconde et la deuxième moitié des groupes de première catégorie, le Bagad Sonerien Bro Dreger termine à la première place. Non content de devenir champion de seconde catégorie 2007, le Bagad Perrosien termine devant tous les groupes de première catégorie de cette manche. Pour fêter cette place inespérée, le Bagad participe à la Nuit Magique au festival Interceltique de Lorient et joue devant plus de 8000 personnes.
En 2008 à la suite d'une manche de printemps sur la deuxième marche du podium, les musiciens remporte de nouveaux la manche d'été devant les groupes de l'élite et ravie pour la deuxième année consécutive le titre de champions de seconde catégorie. Grâce à cette deuxième victoire consécutive, le BSBD gagne son ticket pour la première catégorie et rejoint l'élite des bagadoù en 2009.
Le Bagad joue en compagnie de Carlos Núñez lors de son concert au Festival des Hortensias de Perros-Guirec. 

### Les premiers pas en première catégorie

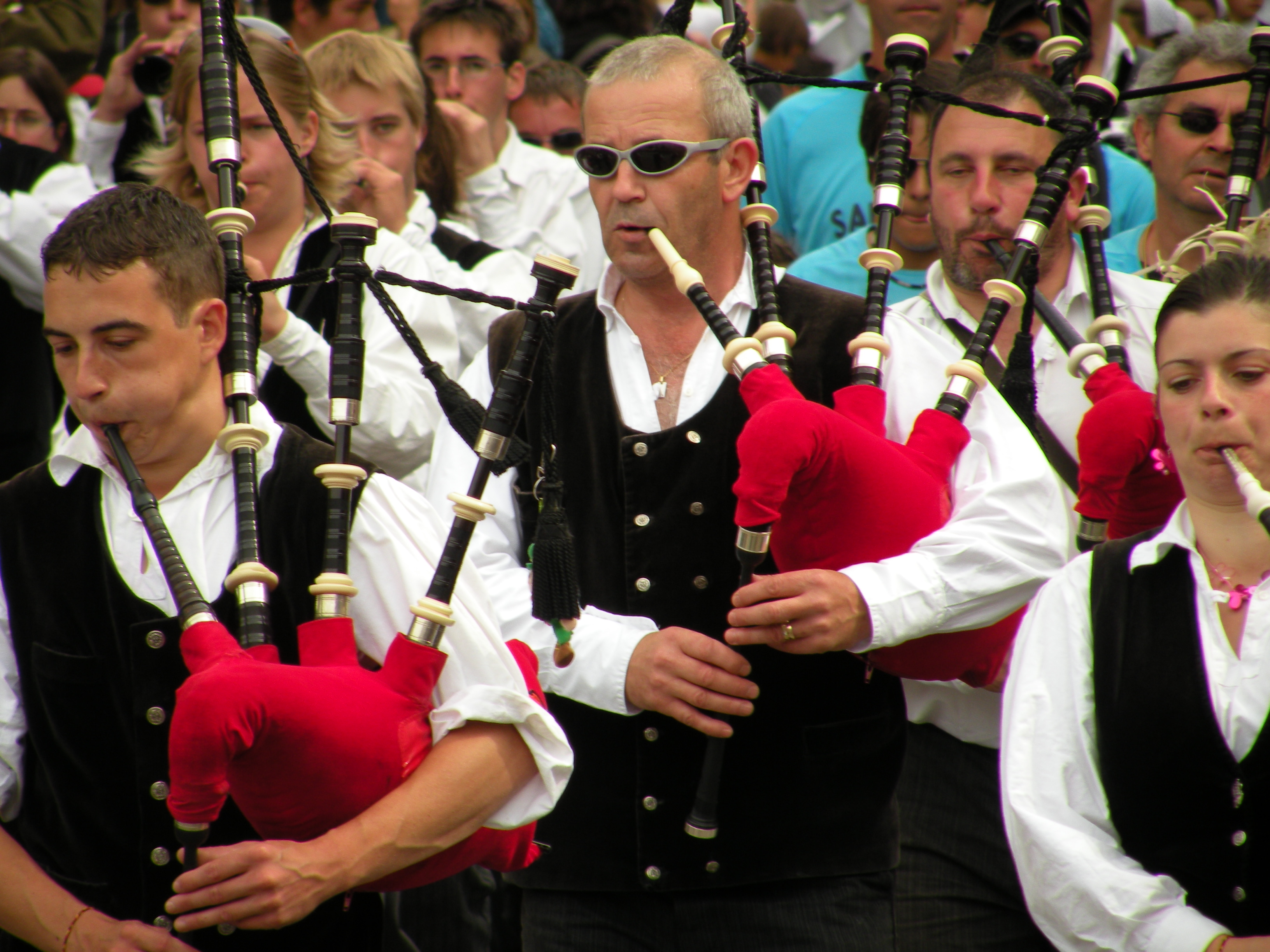
Le bagad pendant le festival interceltique de Lorient en 2009.

En 2009, pour son premier concours en 1re catégorie à Brest, le groupe termine à la 7e place. Cette formidable place lui permet de se qualifier pour la finale du Maout, grande finale des meilleurs bagadoù. 
Au Festival interceltique de Lorient, le bagad termine à la 5e place de la finale et à la 5e place du championnat national des bagadoù de 1re catégorie.

### Installé dans l'élite
Après 5 années en première catégorie, le groupe descend en seconde catégorie pendant deux ans en 2014 et 2015 et obtient de nouveau son ticket pour la catégorie reine.
Depuis 2016, le groupe se classe régulièrement dans le TOP10 et conforte ainsi sa place dans l'élite des Bagadoù de Bretagne et d'ailleurs.

## Fonctionnement

### Structure
Liste des présidents :
- 1983 : Jean Ballac[1]
- 1984-1993 : Hervé Sanquer[2],[3]
- 1993-1998 : Jean-Yves Goascogne[3],[4]
- 1998-2004 : Raphaël Dubouays[4],[5]
- 2004-2009 : Sebastien Hillion[5]
- 2009-2013 : François Le Gall[6]
- 2013-2016 : Lenaïck Le Jannou[6]
- 2016-2022 : François Le Gall
- Depuis 2022 : Gwendal Pollet

Le bagad est organisé sous la forme d'une association loi de 1901, créée en 1983. Elle compte 80 adhérents environ. Après sa reconnaissance d'intérêt général, l'association a créé en 2017 un cercle des partenaires, afin d'élargir ses sources de financements, via les dons et mécénats notamment.
Les groupes font par ailleurs partie de Sonerion 22, la section des Côtes-d'Armor de la Bodadeg ar Sonerion.
L'association compte également deux écoles de musique, Skol Sonerien Bro Penroz à Perros-Guirec depuis 1989 et Skol Sonerien Bro Kawan à Cavan depuis 2008. Une quinzaine de professeurs forme ainsi chaque année des musiciens pour les différents pupitres : bombarde, cornemuse, caisse-claire et percussions. Plus d'une cinquantaine d'élèves sont ainsi formés à Perros-Guirec et Cavan.

### Formation principale
Le groupe principal compte plus d'une quarantaine de musiciens. Il évolue en première catégorie du championnat des bagadoù depuis 2009.
Le logo du bagad représente un dragon rouge jouant de la cornemuse devant une croix noire traversante sur fond jaune.
À l'origine, le drapeau du Trégor comporte deux éléments : une croix noire sur un fond jaune et un dragon rouge :
- la croix noire sur fond jaune est l'emblème de saint Yves, né à Tréguier, siège de l'évêché du Trégor et saint patron des avocats ;
- le dragon rouge est l'emblème de Tudwal (saint Tugdual), le saint patron du Trégor.

### Formations secondaires
Depuis 2001, les musiciens, formés au sein des écoles de musique de Perros-Guirec et de Cavan, peuvent intégrer le Bagadig. Cet ensemble « école » participe aux concours, aux fêtes et autres prestations scéniques. Il concourt en cinquième catégorie du championnat national des bagadoù, jusqu'à accéder à la quatrième catégorie en 2015.

## Discographie
- 2006 : À repasser
- 2007 : À repasser II
- 2011 : Setu Bremañ
- 2016 : #BSBD

## Palmarès
- 2000 : ?? en 3e catégorie (13e à Vannes et 6e à Lorient)
- 2001 : 4e en 3e catégorie (4e à Saint-Brieuc et 5e à Lorient)
- 2002 : 8e en 3e catégorie (8e à Vannes et 8e à Lorient)
- 2003 : 1er en 3e catégorie (1er à Vannes et 5e en 2B/3A à Lorient)
- 2004 : 2e en 3e catégorie (3e à Pontivy et 1er en 2B/3A à Lorient)
- 2005 : 2e en 3e catégorie (2e à Pontivy et 1er en 2B/3A à Lorient)
- 2006 : 3e en 2e catégorie (6e à Concarneau et 9e en 1B/2A à Lorient)
- 2007 : 1er en 2e catégorie (2e à Pontivy et 1er en 1B/2A à Lorient)
- 2008 : 1er en 2e catégorie (2e à Vannes et 1er en 1B/2A à Lorient)
- 2009 : 5e en 1re catégorie (7e à Brest et 5e en Maout à Lorient)
- 2010 : 10e en 1re catégorie (12e à Brest et 10e à Lorient)
- 2011 : 12e en 1re catégorie (10e à Brest et 13e à Lorient)
- 2012 : 11e en 1re catégorie (12e à Brest et 10e à Lorient)
- 2013 : 15e en 1re catégorie (13e à Brest et 15e à Lorient)
- 2014 : 4e en 2e catégorie (4e à Vannes et 4e à Lorient)
- 2015 : 1er en 2e catégorie (3e à Saint-Brieuc et 1er à Lorient)
- 2016 : 8e en 1re catégorie (8e à Brest et 7e à Lorient)
- 2017 : 8e en 1re catégorie (8e à Brest et 8e à Lorient)
- 2018 : 10e en 1re catégorie (12e à Brest et 11e à Lorient)
- 2019 : 11e en 1re catégorie (7e à Brest et 13e à Lorient)

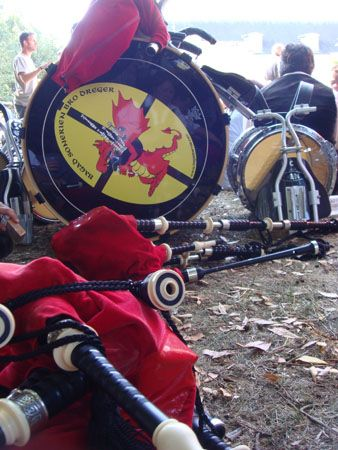
Le Bagad Sonerien Bro Dreger, lors du festival interceltique de Lorient 2009.

- 2020 : Non classé en 1re catégorie (13e à Brest, puis championnat annulé en raison de la pandémie de COVID-19)